# Travis West
Travis West (ur. 13 stycznia 1967 w Phoenix, zm. 14 czerwca 2004 w Portland) – amerykański zapaśnik w stylu klasycznym. Olimpijczyk z Barcelony 1992, jedenaste miejsce w kategorii do 74 kg. Brązowy medalista mistrzostw panamerykańskich z 1992.
Zawodnik Benson Polytechnic High School i Portland State University. NCAA Champion II Division z 1989 roku